# سامپیره
سامپیره (به ایتالیایی: Sampeyre) یک کومونه در ایتالیا است که در استان کونیو واقع شده‌است. سامپیره ۹۸٫۶ کیلومتر مربع مساحت و ۱٬۱۲۹ نفر جمعیت دارد و ۹۹۸ متر بالاتر از سطح دریا واقع شده‌است.